# Gråberget-Hotagsfjällen
Gråberget-Hotagsfjällen este o arie protejată (arie specială de conservare — SAC, sit de importanță comunitară — SCI) din Suedia întinsă pe o suprafață de 118.040,2 ha, integral pe uscat.

## Localizare
Centrul sitului Gråberget-Hotagsfjällen este situat la coordonatele 64°08′29″N 14°33′47″E / 64.1415°N 14.563°E.

## Înființare
Situl Gråberget-Hotagsfjällen a fost declarat sit de importanță comunitară în ianuarie 1997 pentru a proteja 4 specii de animale. Situl a fost protejat și ca arie specială de conservare în decembrie 2009.

## Biodiversitate
Situată în ecoregiunile alpină și boreală, aria protejată conține 17 habitate naturale: Mlaștini turboase de tranziție și turbării mișcătoare, Fânețe montane, Mlaștini alcaline, Liziere de ierburi înalte hidrofile de câmpie și de nivel montan până la alpin, Ape stătătoare oligotrofe până la mezotrofe, cu vegetație de Littorelletea uniflorae și/sau de Isoëto-Nanojuncetea, Taiga vestică, Turbării Aapa, Râuri de munte și vegetația erbacee de pe malurile acestora, Grohotișuri calcaroase și de șisturi calcaroase de la nivelul montan până la nivelul alpin (Thlaspietea rotundifolii), Grohotișuri silicioase de la nivelul montan până la nivelul zăpezii (Androsacetalia alpinae și Galeopsietalia ladani), Mlaștini împădurite, Păduri fino-scandinave bogate în ierburi cu Picea abies, Păduri nordice subalpine/subarctice cu Betula pubescens ssp. czerepanovii, Pajiști alpine și subalpine calcaroase, Pajiști boreale și alpine pe substrat silicios, Tufărișuri subarctice cu Salix spp., Pajiști alpine și boreale.
La baza desemnării sitului se află mai multe specii protejate de  mamifere (4): vulpe polară (Alopex lagopus), gluton (Gulo gulo), vidră de râu (Lutra lutra), râs eurasiatic (Lynx lynx).